# Canya (dolç)

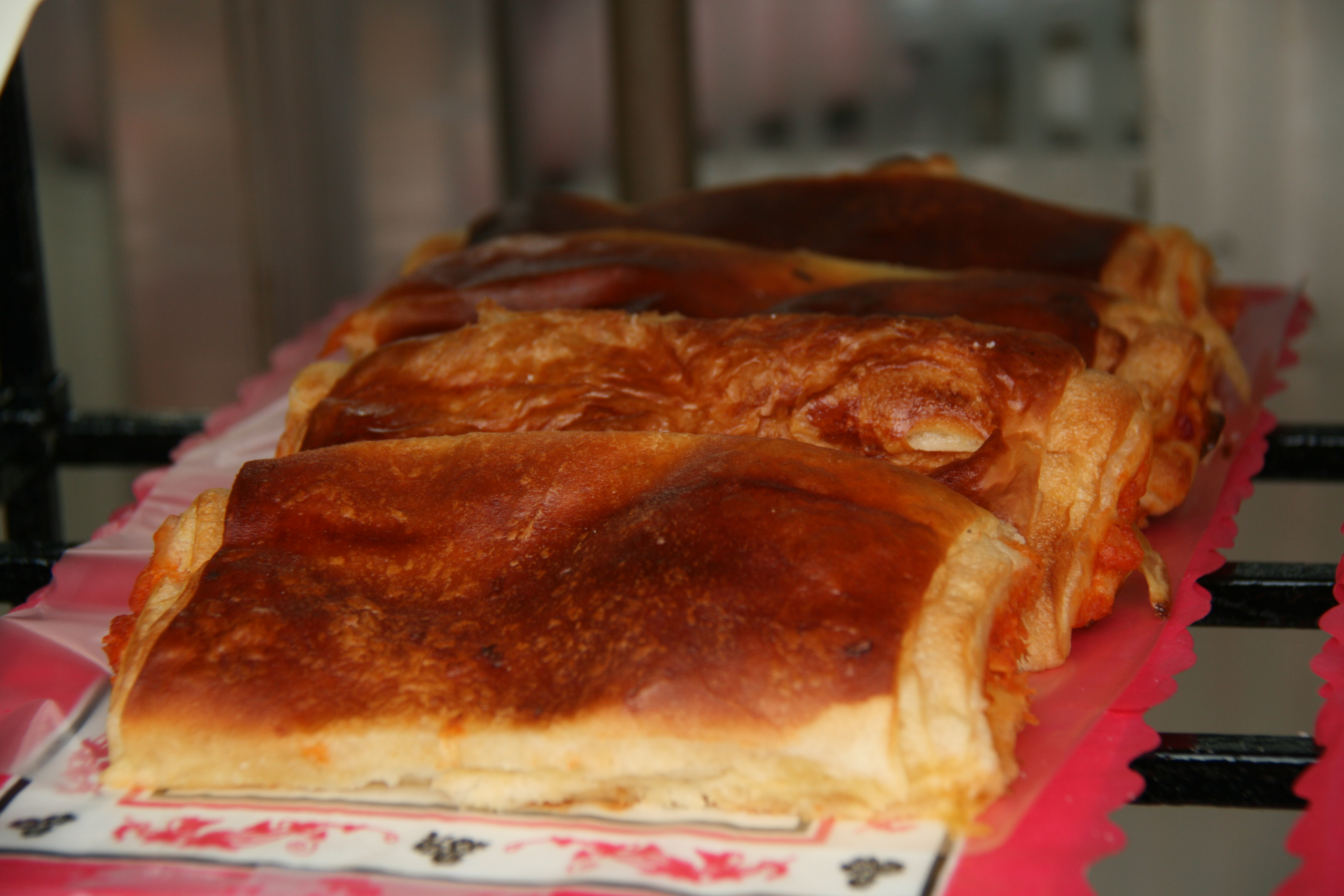
Canyes de pernil i formatge.

Una canya o napolitana és un dolç de pasta de full de forma cilíndrica, normalment farcit de crema pastissera, xocolata, confitura de cabell d'àngel, o poma confitada. De probable origen francès, a França se la coneix com pain au chocolat, chocolatine, i amb altres noms. A Espanya es coneix com a «napolitana», però no és gens clar que tingui origen italià. Tampoc no s'ha de confondre amb la galeta napolitana.
Tot i que el nom original francès fa referència a la xocolata, també n'hi ha napolitanes farcides de crema, així com variants salades, farcides de sobrassada, de formatge, de salsitxa de frankfurt, etc.